# Tratado de Aberconwy

Gwynedd após o Tratado de Aberconwy 1277. Em verde, Gwynedd, Principado de Llywelyn ap Gruffudd. Em azul claro, território de Dafydd ap Gruffudd. Em vermelho, territórios cedidos definitivamente à Coroa Inglesa.

O Tratado de Aberconwy foi assinado em 10 de novembro de 1277,  o tratado foi assinado pelo rei Eduardo I da Inglaterra e Llewelyn, o Último, príncipe de Gales, após a invasão de Eduardo aos territórios de Llewelyn no início daquele ano. O tratado garantiu a paz entre os dois, mas também essencialmente garantiu que o autogoverno galês terminaria com a morte de Llewelyn e representava a conclusão do primeiro estágio da Conquista do País de Gales por Eduardo I. 

## Plano de fundo
Llewelyn, querendo consolidar seus laços com a realeza com mais força, procurou se casar com Eleanor de Montfort , filha de Simon de Montfort e prima do rei Eduardo.  Eles se casaram por procuração em 1275, mas quando Eleanor partiu da França para encontrar Llewelyn, Eduardo contratou piratas para tomar seu navio; ela foi presa no Castelo de Windsor. 
Eduardo, que havia recém-ascendido ao trono da Inglaterra, via Llewelyn como uma ameaça e não gostava particularmente da ideia de ele se casar com a filha de de Montfort, que havia sido a maior ameaça ao reinado de seu predecessor real. Eduardo também convocou Llewelyn para comparecer perante ele em várias ocasiões, o que Llewelyn recusou alegando que não estava seguro na corte do Rei Eduardo. 
Em 1276, Eduardo declarou Llewelyn um rebelde e reuniu um enorme exército para marchar contra ele. No verão de 1277, as forças de Eduardo chegaram ao coração de Gwynedd . Os homens de Eduardo confiscaram a colheita em Anglesey, o que privou Llewelyn e seus homens de comida, forçando-o a se render. 

## Tratado
O resultado foi o tratado de Aberconwy, que garantiu a paz em Gwynedd em troca de várias péssimas concessões para Llewelyn, incluindo confinar sua autoridade às terras a oeste do rio Conwy, enquanto as terras a leste foram concedidas a seu irmão Dafydd ap Gruffydd, com quem ele tinha anteriormente lutou pelo controle do País de Gales. Llewelyn não foi destituído de seu título recém-proclamado, Príncipe de Gales - mas a maioria dos governantes galeses menores que lhe prestaram fidelidade não o reconheceriam mais como seu senhor. Uma vez assinado, Eduardo começou a construir várias fortalezas ao longo da aproximação de Gwynedd, em Aberystwyth , Builth , Flint e Rhuddlan. O Tratado foi firmado em 9 de novembro de 1277, ratificado por Eduardo em 10 de novembro de 1277. 

## Consequências
Nos anos após o tratado, Llewelyn procurou consolidar o poder que lhe restava. Ele prestou homenagem e homenagem a Eduardo I, que concordou em permitir que o casamento de Llewelyn prosseguisse. Em 1278, Llewelyn e Eleanor de Montfort se casaram na Catedral de Worcester, com Eduardo presente nas núpcias. 